# Ruta de Rhode Island 37
La Ruta de Rhode Island 37, y abreviada R.I. 37 (en inglés: Rhode Island Route 37) es una carretera estatal estadounidense ubicada en el estado de Rhode Island. La carretera inicia en el Sur desde la I 295     en Cranston hacia el Norte en la US 1     en Warwick. La carretera tiene una longitud de 5,6 km (3.47 mi).

## Mantenimiento
Al igual que las autopistas interestatales, y las rutas federales y el resto de carreteras estatales, la Ruta de Rhode Island 37 es administrada y mantenida por el Departamento de Transporte de Rhode Island por sus siglas en inglés RIDOT.

## Cruces
La Ruta de Rhode Island 37 es atravesada principalmente por la Ruta 2  , I 95   en Cranston y Warwick.